# Artemid Zatti
Artemid Zatti (Artemide Zatti, Boretto, Italija 12. listopada 1880. – Viedma, Argentina, 15. ožujka 1951.) salezijanski redovnik i medicinski djelatnik, svetac Katoličke Crkve.

## Životopis
Artemid Zatti rođen je 12. listopada 1880. u Italiji. Godine 1897. sa obitelji je emigrirao iz Italije u Argentinu. U početku je radio u hotelu, a zatim u ciglani. Obitelj Zatti sudjelovala je u aktivnostima u župi otaca salezijanaca koji su 1890. godine osnovali zajednicu u Bahía Blanci. Artemid je svoje slobodno vrijeme koristio kako bi pomogao salezijanskom župniku u župnim aktivnostima, a posebno u posjećivanju bolesnika.
Bio je nadahnut Don Boscovim životom i salezijanskim svećenicima te se osjetio pozvanim da ga nasljeduje. Godine 1900., kada je imao devetnaest godina, salezijanci su ga primili kao pripravnika za svećenika. No zbog poteškoća s učenjem te obolijevanja od teške tuberkuloze tijekom skrbi za mladog svećenika koji je bio žrtva tuberkuloze, Artemid je 1902. je bio prisiljen napustiti studij i potražiti lijek na čistom zraku Viedme, grada smještenog visoko u Andama.
Uz zdravu klimu, u Viedmi su, pri Salezijanskom koledžu, postojale i bolnica i ljekarna koje je vodio fra Evaristo Garrone. Pod vodstvom oca Garronea, Artemid se zavjetovao Mariji Pomoćnici kršćana, da će, ako ozdravi, služiti bolesnim siromasima do kraja života. Kad je ozdravio, odmah je nastavio školovanje za redovničkog brata salezijanca. Godine 1908. položio je zavjete i započeo svoju misiju zajedno s ocem Garroneom.
Nakon smrti fra Garronea 1911., Artemid je postavljen na čelo ljekarne i bolnice. Djelovao je kao ljekarnik, medicinski tehničar, pomoćnik u operacijskoj sali, kao i ekonom i voditelj osoblja. Slijedio je pravilo fra Garronea da "tko ima malo, malo plaća, a tko nema ništa, ne plaća ništa". U upravljanju bolnicom Artemid se u potpunosti oslanjao na Božju providnost i velikodušnost naroda. Unatoč zahtjevima bolesnika i potrebama bolnice, Artemid je bio poznat po svojoj "salezijanskoj radosti", znaku njegove svetosti za one oko sebe. On je "ne samo davao lijekove, nego je i sam bio lijek drugima svojom prisutnošću, pjesmom i glasom".
U srpnju 1950., nakon pada s ljestava, bio mu je dijagnosticiran i rak jetre. Umro je 15. ožujka 1951. godine.

## Štovanje
Blaženim ga je proglasio papa Ivan Pavao II. 14. veljače 2002., a svetim papa Franjo 9. listopada 2022. godine. Tijelo Artemida Zattija počiva u salezijanskoj kapeli u Viedmi.

## Vanjske poveznice
Mrežna mjesta
- Artemide Zatti, www.causesanti.va
- zatti.org, stranice posvećene životu, djelu i štovanju Artemida Zattija